# Cantón de Vienne-Sur
El cantón de Vienne-Sur era una división administrativa francesa, que estaba situada en el departamento de Isère y la región de Ródano-Alpes.

## Composición
El cantón estaba formado por diez comunas:
- Chonas-l'Amballan
- Estrablin
- Eyzin-Pinet
- Jardin
- Les Côtes-d'Arey
- Les Roches-de-Condrieu
- Moidieu-Détourbe
- Reventin-Vaugris
- Saint-Sorlin-de-Vienne
- Vienne (fracción)

## Supresión del cantón de Vienne-Sur
En aplicación del Decreto nº 2014-180 de 18 de febrero de 2014, el cantón de Vienne-Sur fue suprimido el 22 de marzo de 2015 y sus 10 comunas pasaron a formar parte; nueve del nuevo cantón de Vienne-2 y una del nuevo cantón de Vienne-1.